# Giocangga
 (août 2022).
Giocangga est le grand-père de Nurhachi, le fondateur de la Dynastie Qing. 
Une étude menée en Asie sur le chromosome Y de 1000 hommes d'Asie de l'est a récemment[Quand ?] démontré que 3,3 % avaient des similarités génétiques. Ils auraient, comme 1,5 million de Chinois et de Mongols, un même ancêtre en la personne de Giocangga[réf. nécessaire].

## Sources
- Magazine Science & Vie n°1060, janvier 2006[source insuffisante]